# Boforsaffären
Boforsaffären är ett samlingsnamn för två vapenaffärer som vapentillverkaren Bofors var inblandad i och som upptäcktes under 1980-talet. Det gäller dels smuggling av vapen, dels påståenden att Bofors skulle ha använts sig av mutor för att få sälja haubitser till Indien.

## Smuggelaffären

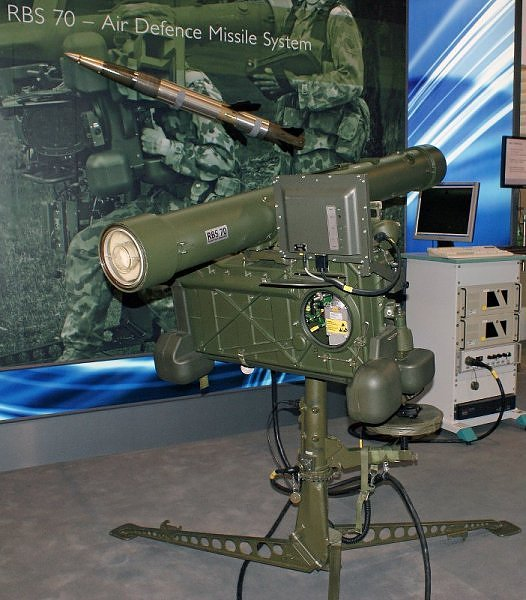
Robot 70.

I maj 1984 lämnade Svenska freds- och skiljedomsföreningen in en polisanmälan mot Bofors för vapensmuggling. Bofors hade 1979 och 1980 smugglat 300 exemplar av luftvärnsroboten Robot 70 via Singapore till Förenade Arabemiraten (närmare bestämt emiratet Dubai) och Bahrain i Mellanöstern. Enligt vapenexportlagen så får man inte exportera krigsmateriel till länder som är i krig, har en risk för att hamna i krig eller till ett land som bryter mot de mänskliga rättigheterna. För att kringgå detta sålde man Robot 70 till ett företag i Singapore vid namn Unicorn International som sedan sålde vidare Robot 70 till Dubai och Bahrain. Den 28 maj 1985 trädde Ingvar Bratt fram som mannen som avslöjade affären.
Den 22 december 1989 dömdes Bofors-direktörerna Martin Ardbo, Lennart Pålsson och Hans Ekblom till villkorlig dom för varusmuggling av Stockholms tingsrätt. De tre fick betala kostnaderna för sina försvarsadvokater, Ardbo 920 000 kronor, de övriga drygt en halv miljon var. Nobel Industrier dömdes att betala 11 miljoner kronor i böter för att ha exporterat vapen olagligt.

## Mutaffären
Under 1980-talet ville Indien köpa tungt artilleri. Statsminister Olof Palme hade personligen tagit upp saken vid samtal med dåvarande premiärministern Rajiv Gandhi. Från den svenska statens sida hade man också ställt upp med kreditstöd samt med garantistöd, dvs. att ordern skulle fullföljas även om Indien skulle hamna i en väpnad konflikt. Den indiska regeringen hade på ett tidigt stadium, redan 1980, gjort klart att man inte ville se några mellanhänder vid vapenaffärer. Både 1983 och 1985 återkom Indien och uttryckte sitt missnöje över att Bofors använde mellanhänder. I sista förhandlingsomgången fanns två leverantörer, Bofors samt en fransk tillverkare. Ordern var värd 8,4 miljarder kronor. Den 14 mars 1986 beslutade den indiska regeringen att ordern på 410 stycken Haubits 77B skulle gå till Bofors. Med anledning av Olof Palmes begravning var den indiske premiärministern Rajiv Gandhi i Stockholm den 15 mars och överlämnade det officiella beskedet.
Den 16 april 1987 avslöjade Sveriges Radios Ekoredaktion att Bofors hade mutat sig till ordern. Genom bankkonton i Schweiz hade Bofors kunnat muta lämpliga beslutsfattare i Indien. Bofors förnekade att betalningarna till ett företag i Schweiz hade något samband med Indienaffären. Den 29 april gav utrikeshandelsminister Anita Gradin Riksrevisionsverket, RRV, i uppdrag att undersöka vilka betalningar Bofors gjort till utlandet. Riksrevisionsverkets rapport visade att Bofors betalat ut minst 260 miljoner kronor till ett företag i Schweiz. Huvudintressent i detta företag var en indier, W.N. Chadha, som varit agent åt Bofors i många år. Till RRV uppgav Bofors att man hade avvecklat sina mellanhänder i Indien 1985.
Den 19 augusti 1987 beslöt chefsåklagare Lars Ringberg att inleda förundersökning för bestickning. Denna utredning lades ned i januari 1988. I Indien fick mutskandalen mycket stor uppmärksamhet och anses ha bidragit till att Rajiv Gandhi och Kongresspartiet förlorade parlamentsvalet i november 1989. Bofors-direktören Martin Ardbo kallades till rättegången i Indien 1999 men vägrade att inställa sig.
Den 24 april 2012 framträdde Sten Lindström, tidigare kriminalkommissarie och utredare vid Ekobrottsmyndigheten, och bekräftade att han i samband med avslöjandet överlämnat över 350 dokument till en indisk journalist. Dokumenten innehöll bland annat betalningsinstruktioner till banker, hemliga avtal, mötesprotokoll och anteckningar ur dagböcker. Lindström anger att dåvarande Boforschefen Ardbo till och med dolt mutorna för sin egen marknadsdirektör. Enligt Lindström uppgav Ardbo att han skulle ta sanningen med sig i graven, och inget mer framkom då Lindström träffade Ardbo en kort stund innan han gick bort 2004.